# Glasgjutning

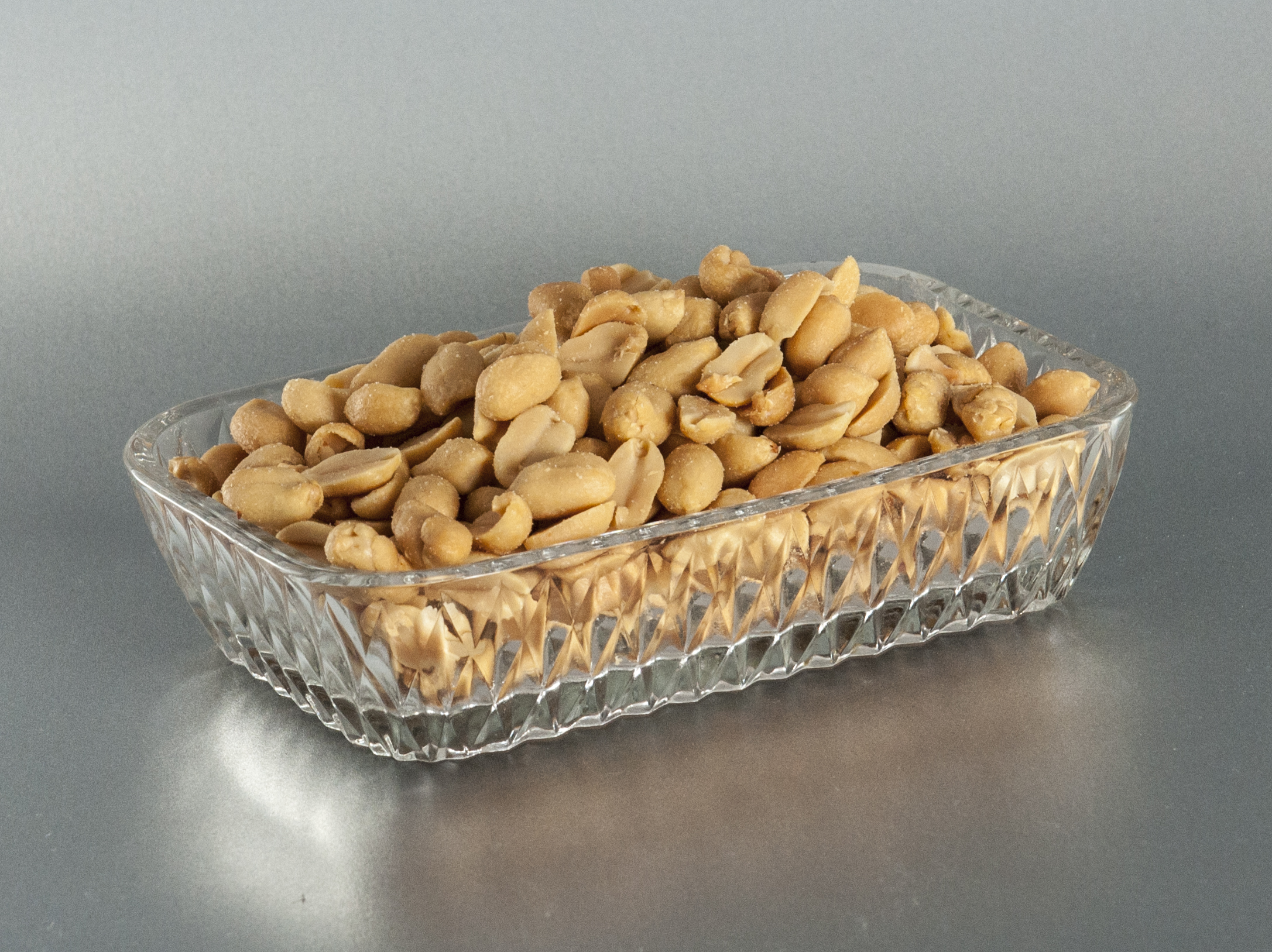
Skål i pressglas.

Glasgjutning är en teknik där glas formas i en gjutform. Det finns två olika metoder: ugnsgjutning och varmgjutning.
Ugnsgjutning innebär att du fyller en gjutform med kalla glasbitar, som får smälta ner i formen vid hög temperatur. Man tillverkar ett original av till exempel lera eller vax och därefter tillverkar man själva gjutformen runt originalet, ofta av gips och kvarts eller gips och schamotte. Då gjutformen stelnat tar man isär den, tar ut originalet, torkar ur gjutformen ordentligt och fyller den med glasbitar.
Vid varmgjutning häller man varmt, flytande glas direkt i en förberedd gjutform av till exempel sand eller gjutjärn.
Till sist spänner man av glaset och låter det och kylas ned i en glasugn eller en kylugn. 
Glaset behöver ofta rengöras och efterbearbetas genom att slipa bort vassa kanter och planslipa bottenytor.